# Michele Rizzo
Pour les articles homonymes, voir Rizzo.

a Compétitions nationales et continentales officielles uniquement.

b Matchs officiels uniquement.
Dernière mise à jour le 4 juin 2020.
Michele Rizzo, né le 16 septembre 1982 à Dolo (Italie), est un joueur de rugby à XV italien. Il évolue au poste de pilier.

## Biographie
Il a commencé à jouer dans les équipes de jeunes de Petrarca Rugby Padoue. 
Il a honoré sa première cape internationale en équipe d'Italie le 25 juin 2005 à Melbourne par une défaite 69-21 contre l'équipe d'Australie. Les titulaires sont Andrea Lo Cicero et Martín Castrogiovanni.
Michele Rizzo a connu sa deuxième sélection le 21 juin 2008 contre les Sud-africains.
En 2009, il rejoint l'équipe de Benetton Rugby Trévise.
En 2012, il est retenu pour disputer le Tournoi des Six Nations, il dispute les tournois 2012, 2013, 2014, 2015 et 2017.
En 2014, il quitte Trévise pour les Leicester Tigers.

## Carrière

### En club
- 2001-2009 : Petrarca Rugby Padoue  Italie
- 2009-2014 : Benetton Rugby Trévise  Italie
- 2014-2018 : Leicester Tigers  Angleterre
- 2017 : Édimbourg Rugby  Écosse
- 2018- : Petrarca Rugby Padoue  Italie

### En équipe nationale
Il a honoré sa première cape internationale en équipe d'Italie le 25 juin 2005 à Melbourne par une défaite 69-21 contre l'équipe d'Australie.

## Palmarès

### En club
- Championnat d'Italie : 
  - 2009-2010 avec Trévise
- Coupe d'Italie : 
  - 2000-2001 avec Padoue
  - 2009-2010  avec Trévise

### En équipe nationale
Au 28 mars 2017, Michele Rizzo  compte 23 sélections depuis sa première sélection le 25 juin 2005 contre l'Australie. Il inscrit cinq points, un essai.
Michele Rizzo participe à cinq éditions du Tournoi des Six Nations en 2012, 2013, 2014, 2015 et 2017.
Michele Rizzo participe à une édition de la coupe du monde. En 2015, il joue lors de trois rencontres, face à la France, le Canada, l'Irlande.